# Charles R. Saunders
Charles R. Saunders também creditado como Charles Saunders (Elizabeth, 12 de julho de 1946 - maio de 2020) foi um escritor e jornalista afro-americano que residia no Canadá. Durante sua longa carreira, ele escreveu de romances, ficção e não-ficção, a roteiros e peças de rádio. Ele se destacou particularmente no gênero fantasia com a série Imaro, fundador do gênero sword and soul, uma  variante do subgênero espada e feitiçaria inspirada nas culturas africanas ao invés da Idade Média europeia.

## Backgrond
Charles Robert Saunders nasceu em 3 de julho de 1946, in Elizabeth, Pensilvânia, a small town outside Pittsburgh. Ele viveu antes de ir para a Universidade de Lincoln, Mais tarde, ele morou em Norristown do qual se formou em 1968 com uma licenciatura em psicologia. Convocado para lutar no Vietnã em 1969, ele mudou-se para o Canadá, morando em Toronto e Hamilton, Ontário antes de uma temporada em Ottawa de quatorze ou quinze anos. Em 1985 mudou-se para a Nova Escócia, onde viveu pelo resto da vida. A comunidade negra da Nova Escócia é em grande parte descendente de afro-americanos que foram para o lado britânico durante a Guerra Revolucionária Americana e a Guerra de 1812; eles receberam liberdade e terras na Nova Escócia após o fim dessas guerras e criaram comunidades como Africville.
Saunders escreveu quatro livros de não-ficção sobre a comunidade negra da Nova Escócia, incluindo uma coleção de suas colunas.
Saunders trabalhou como funcionário público e professor até 1989, quando iniciou a carreira de jornalista. O poeta George Elliott Clarke, que havia escrito uma coluna sobre questões negras para o Halifax Daily News antes de se mudar para Ontário, recomendou-o ao editor Doug MacKay, que depois de conhecer Saunders se arriscou e o contratou. Saunders trabalhava no turno da noite como redator e também escrevia sua própria coluna semanal sobre a vida Áfricana-Nova Escócia, para a qual escrevia seus pensamentos à mão durante o dia. Ele costumava escrever os editoriais não assinados do jornal. Ele também escreveu quatro livros de não ficção sobre a comunidade negra da Nova Escócia, incluindo uma coleção de suas colunas, e contribuiu para The Spirit of Africville (1992), "um livro marcante sobre a comunidade destruída". Quando o Daily News fechou em 2008, Saunders se aposentou. Depois disso, ele ficou cada vez mais isolado. Em seus últimos anos, ele morou com pouco dinheiro em um apartamento modesto na Primrose Street em Dartmouth, N.S., sem telefone fixo, telefone celular ou conexão com a internet. Ele se comunicava semanalmente com amigos e colegas em todo o mundo usando os computadores de sua biblioteca local. Em sua saúde debilitada durante seu último ano ou assim, ele confidenciou a poucos sobre sua condição. Ele morreu em maio de 2020, mas sua morte só foi divulgada em setembro. Os colegas do Daily News que elogiam o jornalismo de Saunders incluem Doug MacKay e Bill Turpin. Autores que se lembram dele como inspiração ou mentor incluem Troy Wiggins, editor do FIYAH, Milton Davis, operador da MVmedia e co-editor com Saunders of Griots: A Sword and Soul Anthology, Taaq Kirksey, desenvolvedor de um projeto de televisão baseado em Imaro.

## Carreira
Segundo Saunders, ele leu a primeira história de ficção científica em 1958, um romance esquecido de Andre Norton; isso ele afirma foi o que o levou ao gênero. (O mutante siamês que ele lembra em uma entrevista com Amy Harlib era provavelmente Lura, o gigante gato siamês e companheiro do herói Fors no romance de 1952 de Norton, Star Man's Son [mais tarde reimpresso como Daybreak 2250 A.D. e Star Man's Son - 2250 A.D.].)
Inspirado na Africa, cria o continente fictício "Nyumbani", (que significa "casa" em suaíli), onde as histórias de Imaro, sua série de espada e feitiçaria ocorrem.
Em 1974, Saunders escreveu uma série de contos para o fanzine de ficção científica Dark Fantasy, de Gene Day. A edição de Dark Fantasy com a primeira história de Imaro chegou até o escritor Lin Carter, que a incluiu na coleção Best Fantasy Stories do primeiro ano, publicada pela DAW Books em 1975. Esta publicação chamou a atenção do editor da Daw, Donald A. Wollheim, que acabou sugerindo que Saunders transformasse suas histórias de Imaro em um romance. Seis das novelas originalmente publicadas por Gene Day em Dark Fantasy ("Mawanzo", "Turkhana Knives", "The Place of Stones", "Slaves of the Giant Kings", "Horror in the Black Hills", e "The City of Madness") seria mais tarde usado em seu primeiro romance, Imaro, publicado por Daw em 1981.
Mas uma ação judicial dos herdeiros de Edgar Rice Burroughs sobre uma citação de capa mal escolhida, The Epic Romance of Black Tarzan (O Romance Épico de um Tarzan Negro), causou um atraso de um mês na publicação, já que os livros tiveram que ser reimpressos, o que gerou vendas fracas. Saunders escreveu e vendeu mais dois livros da série, The Quest for Cush (1984) e The Trail of Bohu (1985).

Em 2006, a pequena editora Night Shade Books fez um acordo com a Saunders para publicar uma edição atualizada do Imaro. Esta nova edição exclui a novela "Slaves of the Giant-Kings", que Saunders considerou ter muitos paralelos com o atual Genocídio em Ruanda. Em 2008, o segundo romance da trilogia atualizada de Imaro, The Quest for Cush, foi publicado pela Night Shade Books, e a empresa decidiu não publicar nenhum outro romance de Imaro neste momento.
Em 2008, Saunders lançou o trabalho relacionado Dossouye através da Sword & Soul Media e da editora online Lulu. Em 2009 ele lançou o The Trail of Bohu, o terceiro título da atual série Imaro, pela loja Sword & Soul Media. Em 2010, ele lançou The Naama War, o quarto e mais recente romance do Imaro através da Lulu.
Em 2012, Saunders publicou uma sequência de Dossouye, Dossouye: The Dancers of Mulukau.
Em 2017, lançou "Nyumbani Tales", uma coleção de histórias de Nyumbani que ainda não haviam sido coletadas em um livro, entre elas "Katisa", sobre a mãe de Imaro. Em 2018, publica uma história de Imaro na antologia The Mighty Warriors, editada por Robert M. Price.

### Romances
- Damballa (2011)
- Abengoni: First Calling (2014), romance de fantasia

#### Imaro
1. Imaro (1981) Segunda Edição (2006) Terceira Edição (2014)
2. The Quest for Cush (1984) Segunda Edição (2008)
3. The Trail of Bohu (1985) Segunda Edição (2009)
4. The Naama War (2009)
5. Nyumbani Tales (2017)

#### Dossouye
1. Dossouye (2008)
2. Dossouye: The Dancers of Mulukau (2012)

### Não-ficção
- Sweat and Soul: The Saga of Black Boxers from the Halifax Forum to Caesars Palace (1990)
- Spirit of Africville (1992)
- Share & Care: The Story of the Nova Scotia Home for Colored Children (1994)
- Black & Bluenose: The Contemporary History of a Community (2002)

### Ensaios
- Die Black Dog! A Look at Racism in Fantasy – Toadstool Wine (1975)
- Of Chocolate-Covered Conans and Pompous Pygmies – New Fantasy Journal #1 (1976)
- Out to Launch: 1950s Nostalgia – Dark Fantasy #10 (1976)
- Imaginary Beasts of Africa – Simba #1 (1976)
- More Imaginary Beasts of Africa – Simba #2 (1976)
- Why Blacks Don't Read Science Fiction – Windhaven #5 (1977)
- The Gods of Africa – Wax Dragon #1 (1977)
- Three African Superheroes – New Fantasy Journal #2 (1977)
- Farmer of the Apes – Borealis 2 (1979)
- Where Did Those Names Come From – Drums of Nyumbani #1 (1980)
- To Kush and Beyond: The Black Kingdoms of the Hyborian Age – Savage Sword of Conan #56 (1980)
- Fantasy: An International Genre – World Fantasy Convention (1984)
- Out of Africa – Dragon #122 (1987)
- Why Blacks Should Read Science Fiction – Dark Matter #1 (2000)

### Contos não coletados
- Bwala li Mwesu (The Moon Pool) (1976)
- Betrayal in Belverus (Ghor, Kin Slayer capítulo VI) (1977)
- Cats in the Cellar (1977)
- Luendi (1977)
- Mai-Kulala (1977)
- The Skeleton Coast (1978)
- Through the Dark Past (co-escrito com Gene Day) (1978)
- The City of Mists (co-escrito com Kenneth Huff) (1978)
- Kibanda ya Kufa (The Hut of Death) (1978)
- Death in Jukun (1979)
- Mzee (1984)
- Marwe's Forest (1986)
- Death's Friend (1987)
- Drum Magic (1988)
- Ishu's Gift (1986)
- Out-Steppin' Fetchit (1987)
- The Last Round (1988)
- Scorpion Sand (desconhecido)
- In the Red Dawn (co-escrito com Gene Day) (desconhecido)
- Imaro and the White Queen (não publicado?)
- Amudu's Bargain (2018)

### Antologia Dark Matter
- Gimmile's Songs – Dark Matter No. 1 (2000)
- Yahimba's Choice – Dark Matter No. 2 (2004)

### Como editor
- Balik and the Sirens of Alcathoe (1977)
- Griots: A Sword and Soul Anthology (2011)

### Roteiros e peças de rádio
- Amazons – roteiro (1986, roteiro baseado em Agbewe's Sword)
- The Sam Langford Story – peça de rádio (1987)
- Stormquest – roteiro (1988)